# Bustan ha-Galil
Bustan ha-Galil (hebr. בוסתן הגליל) – moszaw położony w Samorządzie Regionu Matte Aszer, w Dystrykcie Północnym, w Izraelu.

## Położenie
Moszaw Bustan ha-Galil jest położony na wysokości 3 metrów n.p.m. w północnej części równiny przybrzeżnej Izraela. Leży bezpośrednio przy wybrzeżu Morza Śródziemnego, i w odległości około 5 km na zachód od wzgórz Zachodniej Galilei. Na północ od osady przepływa strumień Jasaf. W otoczeniu moszawu Bustan ha-Galil znajdują się miasta Akka i Naharijja, moszawy Regba i Szawe Cijjon, oraz kibuce Szamerat i Lochame ha-Geta’ot. Na północny wschód od moszawu jest położony baza wojskowa Szraga, będąca bazą Brygady Golani.

### Podział administracyjny
Bustan ha-Galil jest położony w Samorządzie Regionu Matte Aszer, w Poddystrykcie Akka, w Dystrykcie Północnym Izraela.

## Demografia
Stałymi mieszkańcami moszawu są wyłącznie Żydzi. Tutejsza populacja jest świecka:

Źródło danych: Central Bureau of Statistics.

## Historia
Pierwotnie tutejsze grunty należały do arabskiej wioski al-Manszijja. Na początku XX wieku okoliczne ziemie zaczęły wykupywać żydowskie organizacje syjonistyczne. Podczas II wojny światowej powstał tutaj brytyjski obóz wojskowy Ginsan. Był to kompleks mieszkalny wyższych oficerów i personelu administracyjnego odpowiadającego za północną część Brytyjskiego Mandatu Palestyny. W dniu 14 lipca 1941 roku doszło tutaj do podpisania Rozejmu z Saint Jean d'Acre z rządem Francji Vichy, która zakończyła operację „Exporter” w Mandacie Syrii i Libanu. Przyjęta 29 listopada 1947 roku Rezolucja Zgromadzenia Ogólnego ONZ nr 181 przyznała te tereny państwu arabskiemu. Podczas wojny domowej w Mandacie Palestyny w 1948 roku w okolicy operowały siły Arabskiej Armii Wyzwoleńczej, które paraliżowały żydowską komunikację w całej Galilei. Z tego powodu, w dniu 14 maja 1948 roku siły żydowskiej organizacji paramilitarnej Hagana zajęły tutejszą wioskę al-Manszijja. Wysiedlono jej mieszkańców, a następnie w dniu 16 czerwca 1948 roku wyburzono jej domy. Jeszcze w trakcie I wojny izraelsko-arabskiej, w dniu 1 grudnia 1948 roku założono tutaj współczesny moszaw. Nazywał się on wówczas Chofim (hebr. חופים). Grupa założycielska zawiązała się w 1947 roku i składała się z ocalonych z Holocaustu z Rumunii oraz Węgier. Dołączyła do nich grupa mieszkańców ewakuowanego moszawu Bet Josef z Doliny Bet Sze’an. Pierwsi mieszkańcy żyli w prowizorycznych warunkach na skraju sąsiedniego kibucu Szamerat. Dopiero w listopadzie 1951 roku przenieśli się do obecnej lokalizacji moszawu, przy opuszczonym brytyjskim obozie wojskowym. Sama baza wojskowa była długo wykorzystywana jako ośrodek szkoleniowy Brygady Golani. Później obóz przekształcono w wioskę młodzieżową Nirim. W latach 90. XX wieku przy moszawie utworzono obóz Hacerot Jassaf, w którym przebywali i uczyli się nowo przybyli do Izraela imigranci z Etiopii (felaszowie). Wybudowano tutaj 1658 przyczep mieszkalnych, do których podłączono kanalizację i energię elektryczną. Obecnie obóz jest zamknięty, ale może zostać uruchomiony jako ośrodek dla osób ewakuowanych. Po 2005 roku moszaw przyjął 30 żydowskich rodzin z ewakuowanych osiedli Elei Synaj i Nisanit w Strefie Gazy.

### Nazwa
Nazwa moszawu jest tłumaczona na język polski jako sad Galilei i nawiązuje do licznych w tej okolicy sadów owocowych.

## Edukacja
Moszaw utrzymuje przedszkole. Starsze dzieci są dowożone do szkoły podstawowej w moszawie Regba, lub do gimnazjum i szkoły średniej w kibucu Ewron. Na zachód od moszawu jest położona wioska młodzieżowa Nirim. Zajmuje ona obszar 170 ha dawnej bazy wojskowej, którą przejęła Agencja Żydowska. Od 2003 roku prowadzona jest tutaj działalność edukacyjno-terapeutyczna. Młodzież trenuje żeglarstwo, kajakarstwo, sporty motorowe i wspinaczkę. Ucząc się przy tym w specjalistycznej szkole średniej przygotowuje się do służby wojskowej w marynarce wojennej.

## Kultura i sport
W moszawie jest ośrodek kultury z biblioteką. Z obiektów sportowych jest  boisko do piłki nożnej, korty tenisowe i siłownia.

## Infrastruktura
W moszawie znajduje się przychodnia zdrowia, sklep wielobranżowy i warsztat mechaniczny.

## Turystyka
Na początku XXI wieku podjęto szereg działań zmierzających do rewitalizacji osady i zwiększenie jej walorów turystycznych. Między innymi utworzono szlak turystyczny „śladami sztuki”, na którym można poznać tutejszą galerię sztuki, centrum włókiennictwa, warsztat rzemieślniczy, stolarnię, studio fotograficzne i inne miejsca. Dużą atrakcją są tutejsze plaże, na których można uprawiać sporty wodne. Na wschód od moszawu jest położona Al-Bahja, letnia rezydencja Bahá'u'lláh, założyciela Wiary Baha'i.

## Gospodarka
Gospodarka moszawu opiera się na rolnictwie i sadownictwie. Jest tutaj także ferma drobiu. Coraz większą rolę odgrywa obsługa ruchu turystycznego. Część mieszkańców dojeżdża do pracy w pobliskich strefach przemysłowych.

## Komunikacja
Z moszawu wyjeżdża się na wschód na drogę nr 8510, którą jadąc na południe wjeżdża się do centrum miasta Akka, lub jadąc na północ dojeżdża się do skrzyżowania z drogą nr 4 przy kibucu Szamerat.